# BASE jumping
BASE jumping er en aktivitet, hvor en faldskærm og evt. en wingsuit benyttes til at hoppe fra faste objekter med en ikke udfoldet faldskærm, når man sætter fra, hvorefter man folder den ud, når man har sat af. "BASE" er et akronym som står for de fire kategorier af faste objekter, man kan hoppe fra:
- Building (bygning)
- Antenna (antenne)
- Span (spænd, f.eks. fra en bro)
- Earth (jord, bjergtoppe ol.)

BASE jumping er ikke organiseret, men der er et miljø med mere eller mindre udtalte normer og kodekser, som udøverne kommer til at kende gennem mentorer. BASE jumping er ikke i sig selv ulovligt, men hvis man hopper fra private bygninger og bliver fanget af ejeren af bygningen, kan man forvente at blive tiltalt for ulovlig indtrængen for privat grund.  

## Historie
23. juli 1980 hoppede finnen Jorma Öster med faldskærm ned fra Trollveggen for første gang. Efter flere dødsulykker blev det i 1986 forbudt at BASE-jumpe fra Trollveggen. I dag er Trollveggen den eneste klippe i Norge, som har et sådant forbud. 

## Udstyr
Der anvendes en særlig faldskærm, som er lavet til formålet. I modsætning til almindeligt faldskærmsudstyr, så er der ingen nødfaldskærm, da de lave højder ikke levner tid til nødprocedurer. Udstyret tilpasses afhængigt ud fra den hastighed, som udspringeren forventes at nå op på inden skærmen udløses.
Som regel benyttes også beskyttelsesudstyr til at afbøde kollision med bjergvæggen eller til at afbøde skader under landingen, hvis der landes på klipper.
Erfarne udøvere benytter også flyvedragter (wingsuit) eller specialsyede dragter for at svæve længere og dermed øge tiden i frit fald.

## Varianter
Med tiden har sporten udviklet sig i flere retninger, men de mest markante er:
- Udspring fra objekter, hvor udøveren flyver ved hjælp af sin egen krop (tracking) indtil 1 minut før faldskærmen udløses.
- Udspring fra objekter med det formål at udføre avanceret akrobatik (aerials).
- Udspring fra objekter, hvor udøveren flyver ved hjælp af en vingedragt. Her kan den horisontale hastighed komme op på over 200 km/t.

## De populæreste steder i Europa for BASE-jumping[kilde mangler]
| Lokalitet                    | Region                        | Land  |
| ---------------------------- | ----------------------------- | ----- |
| Kjerag platoet               | Lysefjorden                   | Norge |
| Karlskråtind ved Marstein    | Møre og Romsdal               | Norge |
| Vikesaksa og Katthammeren    | Eikesdalen i Møre og Romsdal  | Norge |
| Langrabbpiggen og Flaggnuten | Littledalen i Møre og Romsdal | Norge |
| Forbordsfjellet              | Nord-Trøndelag                | Norge |

## Galleri
- B for Building
- A for Antenna
- S for Span - Perrine Bridge, Idaho
- E for Earth